# Centrul internațional pentru reglementarea diferendelor cu privire la investiții
Centrul internațional pentru soluționarea litigiilor privind investițiile (în engleză International Centre for Settlement of Investment Disputes, acronim ICSID) este o instituție internațională de arbitraj înființată în 1966 pentru soluționarea litigiilor juridice și pentru concilierea dintre investitorii internaționali și state. ICSID face parte din Grupul Băncii Mondiale și este finanțat de acesta. ICSID are sediul în Washington, DC, în Statele Unite. Este o instituție autonomă, multilaterală specializată, pentru a încuraja fluxul internațional de investiții și a atenua riscurile necomerciale printr-un tratat semnat de țările membre și elaborat de directorii executivi ai Băncii Internaționale pentru Reconstrucție și Dezvoltare. În mai 2016, 153 de state membre contractante au convenit să execute și să respecte hotărârile arbitrale, în conformitate cu Convenția ICSID.

## Istoric
În anii 1950 și 1960, Organizația pentru Cooperare Economică Europeană (acum Organizația pentru Cooperare și Dezvoltare Economică) a făcut mai multe încercări de a crea un cadru pentru protejarea investițiilor internaționale, dar eforturile sale au scos la iveală opinii contradictorii cu privire la modul în care se pot oferi compensații pentru exproprierea investițiilor străine directe.

### Creare
În 1961 echipa Băncii Internaționale pentru Reconstrucție și Dezvoltare (BIRD), a organizat conferințe pentru a consulta experți juridici din toate părțile lumii, inclusiv Europa, Africa și Asia, pentru a discuta și a alcătui un acord preliminar multilateral, sub umbrela Băncii Mondiale.
Consiliul de administrație a aprobat proiectul final al acordului, intitulat Convenția privind soluționarea litigiilor investiționale între state și resortisanții altor state, iar președintele Băncii a difuzat convenția statelor membre pentru semnare la 18 martie 1965. Douăzeci de state au ratificat imediat convenția. Convenția a stabilit că ICSID va deveni activ oficial la 14 octombrie 1966. 

### Litigii soluționate
Guvernul indonezian a fost dat în judecată în iunie 2012 de o companie minieră Churchill Mining din Londra, după ce guvernul local a revocat drepturile de concesiune deținute de o companie locală în care firma a investit. Guvernul contracarează cazul Churchill, susținând că Churchill Mining nu avea tipul corect de licențe de exploatare.
În octombrie 2012, un tribunal ICSID a pronunțat o hotărâre de 1,8 miliarde USD pentru Occidental Petroleum împotriva guvernului Ecuadorului. Ecuador a trebuit să plătească 589 de milioane de dolari în dobândă retrodatată și jumătate din costurile tribunalului, ceea ce face pedeapsa totală în jur de 2,4 miliarde de dolari. Țara sud-americană a anulat un contract cu firma petrolieră pe motiv că a încălcat o clauză conform căreia compania nu își va vinde drepturile unei alte firme fără permisiunea. Tribunalul a fost de acord că încălcarea a avut loc, dar a considerat că anularea nu a fost un tratament corect și echitabil pentru companie.
Firma petrolieră irlandeză Tullow Oil a dus guvernul Ugandei în judecată în noiembrie 2012, după ce taxa pe valoarea adăugată (TVA) a fost plasată pe bunurile și serviciile achiziționate de firma pentru operațiunile sale în țară. Guvernul din Uganda a răspuns că compania nu avea dreptul să pretindă impozit pe astfel de bunuri înainte de începerea forajului.
Principalul producător de tutun Philip Morris a dat în judecată Uruguayul pentru presupuse încălcări ale TBI Uruguay-Elveția pentru că a solicitat pachetelor de țigări să afișeze avertismente de sănătate grafice și a dat în judecată Australia în temeiul BITS Australia-Hong Kong pentru că a solicitat ambalaj simplu pentru țigările sale. Compania a susținut că cerințele de ambalare din ambele țări contravin investiției sale.
În contextul renunțării treptate a energiei nucleare în Germania, compania suedeză de energie Vattenfall a cerut despăgubiri de la guvernul german pentru închiderea prematură a centralelor nucleare.

### Rezultate
Tratatele bilaterale de investiții (BIT) au proliferat în primul deceniu al secolului 21, ajungând la peste 2.500 până în 2007. Multe astfel de tratate conțin text care se referă la disputele de investiții prezente și viitoare de la ICSID.
La 30 iunie 2012, ICSID a înregistrat 390 de litigii. Numărul de cazuri ICSID a constat din 88% cazuri de arbitraj convențional, 2% cazuri de conciliere convențională, precum și 9% cazuri suplimentare de arbitraj în cadrul facilității și 1% cazuri suplimentare de conciliere în facilități. Cazurile înregistrate de ICSID au fost distribuite în petrol, gaze și minerit (25%), energie electrică și alte energii (13%), alte industrii (12%), industria transporturilor (11%), industria construcțiilor (7%), industria financiară (7%) %), industria informației și industria comunicațiilor (6%), industria apei, salubritate și protecția alimentelor (6%), agricultură, pescuit și silvicultură (5%), servicii și comerț (4%) și industria turismului (4%) %).
La data de 27 iulie 2012 , 246 din cele 390 de cazuri de arbitrare erau încheiate. La data de 30 iunie 2012 , tribunalul ICSID a rezolvat aproape două treimi (62%) din dispune în timp ce restul de cazuri (38%) au ajuns la soluționare sau au fost suspendate. La data de 14 mai 2016 , 362 din 574 (62%) din cazurile de arbitraj înregistrate erau încheiate
Rapoartele comisiei de conciliere au fost emise pentru 67% din procedurile de conciliere, în timp ce 33% din proceduri au fost întrerupte. În 75% dintre rapoartele de conciliere, părțile nu au reușit să ajungă la un acord, iar doar 25% au înregistrat acord între părți.
La data de 2012 doar două guverne, Gabon și România, au deschis cazuri împoriva unor investitori. Statele care împotriva cărora s-au depus plângeri au fost, în ordine descrescătoare: Argentina 49, Venezuela 36, Egipt 17, Ecuador 12, Congo 12, Peru 11 și Ucraina 10. Între 2009 și 2012, costurile de reprezentare leagă au fost între 1 și 7.6 milioane de dolari iar durata aproximativă a unui caz era de 3.6 ani.

## Guvernare
ICSID este guvernat de Consiliul său de administrație care se întrunește anual și alege secretarul general și secretarul general adjunct al centrului, aprobă regulile și regulamentele, conduce procedurile de caz ale centrului și aprobă bugetul și raportul anual al centrului. Consiliul este format dintr-un reprezentant din fiecare dintre statele membre contractante ale centrului și este prezidat de președintele Grupului Băncii Mondiale, iar președintele nu poate vota. Operațiunile normale ale ICSID sunt desfășurate de secretariatul acestuia, care cuprinde 40 de angajați și este condus de secretarul general al ICSID. Secretariatul oferă sprijin Consiliului de administrație în desfășurarea lucrărilor centrului. De asemenea, gestionează Grupul de conciliatori și Grupul de arbitri al centrului. Fiecare stat membru contractant poate desemna patru persoane în fiecare grup. 
 Pe lângă funcția de director al centrului, secretarul general este responsabil de reprezentarea legală a ICSID și de funcția de registrator al procedurilor sale. 

## Calitatea de membru
membru ICSID
     Ratificarea acordului nefinalizată ICSID
     Foste state membre, retrase

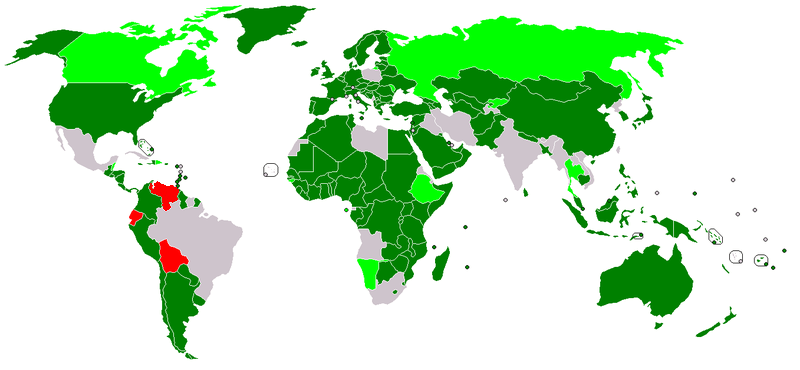
membru ICSID
Ratificarea acordului nefinalizată ICSID
Foste state membre, retrase

Cele 163 de state membre ale ICSID care au semnat convenția centrului includ 162 de state membre ale Națiunilor Unite plus Kosovo. Dintre aceste state membre, 154 sunt „state membre contractante”, adică au ratificat contractul. Foștii membri sunt Bolivia și Venezuela, care s-au retras în 2012. Ecuador s-a retras din Convenția ICSID în 2009, dar s-a alăturat din nou în 2021. Toate statele membre contractante ICSID, indiferent dacă sunt sau nu părți la un anumit diferend, sunt obligate prin Convenția ICSID să recunoască și să execute hotărârile arbitrale ICSID.

### Semnatarii necontractanți
Următoarele state membre au semnat convenția ICSID (data între paranteze), dar nu au ratificat-o.
- Belize (1986)
- Djibouti (2019)
- Republica Dominicană (2000)
- Etiopia (1965)
- Guineea-Bissau (1991)
- Kârgâzstan (1995)
- Namibia (1998)
- Rusia (1992)
- Thailanda (1985)

### Non-membri
Brazilia, India și Africa de Sud sunt țări cu economii mari care nu au fost niciodată membre ICSID.

## Activități
ICSID nu conduce în sine proceduri de arbitraj sau de conciliere, dar oferă sprijin instituțional și procedural comisiilor de conciliere, tribunalelor și altor comitete care conduc astfel de chestiuni. Centrul are două seturi de reguli care determină modul în care vor fi inițiate și desfășurate cazurile, fie în conformitate cu Convenția, Regulamentele și Regulile ICSID, fie în conformitate cu Regulile Facilității adiționale ICSID. Pentru a fi procesat în conformitate cu Convenția ICSID, trebuie să existe o dispută juridică între unul dintre statele membre contractante ale centrului și un cetățean al altui stat membru contractant. De asemenea, disputa trebuie să fie de natură juridică și să se refere direct la o investiție. Un caz poate fi procesat în conformitate cu Regulile Facilității adiționale a ICSID dacă una dintre părțile la dispută nu este un stat membru contractant sau nu este cetățean al unui stat membru contractant. Cu toate acestea, majoritatea cazurilor sunt arbitrate în conformitate cu Convenția ICSID. Recursul la concilierea și arbitrajul ICSID este în întregime voluntar. Cu toate acestea, odată ce părțile au consimțit la arbitraj în temeiul Convenției ICSID, niciuna dintre părți nu își poate retrage unilateral consimțământul.
Secretariatul ICSID poate administra, de asemenea, procedurile de soluționare a litigiilor în temeiul altor tratate și asistă în mod regulat tribunalele sau părțile în litigiu în arbitrajele dintre investitori și state în conformitate cu regulamentele de arbitraj ale Comisiei Națiunilor Unite pentru Dreptul Comerțului Internațional (UNCITRAL). Centrul oferă suport administrativ și tehnic pentru o serie de proceduri internaționale de soluționare a litigiilor prin intermediul unor facilități alternative, cum ar fi Curtea Permanentă de Arbitraj de la Haga, Țările de Jos, Curtea de Arbitraj Internațional din Londra și Camera Internațională de Comerț din Paris, Franța.
ICSID desfășoară, de asemenea, activități de consultanță și cercetare și publică Investment Laws of the World and of Investment Treaties.
Deși procedurile ICSID se desfășoară în general la Washington, DC, părțile pot conveni ca procedurile să fie desfășurate într-unul dintre numeroasele locații alternative posibile, inclusiv Curtea Permanentă de Arbitraj, Centrele Regionale de Arbitraj ale Comitetului Consultativ Legal Asia-African din Cairo, în Kuala Lumpur sau în Lagos, Centrul Australian pentru Arbitraj Comercial Internațional din Melbourne, Centrul Australian pentru Dispute Comerciale din Sydney, Centrul Internațional de Arbitraj din Singapore, Centrul de Arbitraj Comercial al Consiliului de Cooperare al Golfului din Bahrain, Instituția Germană de Arbitraj, Maxwell Camerele din Singapore, Centrul Internațional de Arbitraj din Hong Kong și Centrul pentru Arbitraj și Conciliere de la Camera de Comerț din Bogota. 

## Critici
ICSID a fost uneori ținta criticilor privind judecățile extrem de inechitabile. În special, Jeffrey Sachs a sugerat că hotărârea de 5,9 miliarde de dolari împotriva Pakistanului în legătură cu drepturile prezumate de Tethyan Copper Company a echivalat cu un „proces de arbitraj investițional viciat și corupt”. Curtea Supremă din Pakistan a anulat o tranzacție încheiată de Autoritatea de Dezvoltare din Balochistan în favoarea Antofagasta PLC din Chile și Barrick Gold Corporation din Canada. Cu toate acestea, alții  au sugerat că această sumă este o reflectare corectă a faptului că un activ potențial extraordinar(Mina Reko Diq) a fost efectiv confiscat aparent fără un motiv întemeiat.